# 키릴로스 루카리스
키릴로스 루카리스(그리스어: Κύριλλος Λούκαρις, 1572년 11월 13일 - 1638년 6월 27일)는 당시 베네치아 공화국령이었던 크레타섬의 칸디아 출신의 그리스 정교회 수석 주교이자 신학자이다. 본명은 콘스탄티노스 루카리스이다. 알렉산드리아 총대주교와 콘스탄티노폴리스 세계 총대주교를 역임했는데, 전자의 경우 키릴로스 3세(Κύριλλος Γ΄)이고, 후자의 경우 키릴로스 1세(Κύριλλος Α΄)가 된다. 루카리스는 동방 정교회를 칼뱅주의 개신교 노선에 따라 개혁하려는 시도를 했다. 하지만 칼뱅주의를 정교회에 도입하려고 했던 그의 시도는 거부당했으며, 이러한 그의 행동과 동기에 대해서는 정교회 내에서 여전히 논쟁거리로 남아 있다. 축일은 6월 27일이다.

## 생애
1572년 11월 13일, 키릴로스 루카리스는 칸디아 왕국의 칸디아 (이라클리온)에서 태어났을 때 , 그 섬은 베네치아 공화국의 해양제국의 일부였다. 젊었을 때 그는 유럽을 여행하며, 베네치아와 파도바 대학교에서 공부하고, 제네바에서 칼뱅주의와 개혁신앙의 영향을 받았다. 루카리스는 베네치아와 파도바, 비텐베르크, 제네바에서 신학 공부를 계속하면서, 로마 가톨릭교에 대한 반감을 키웠다. 아마도, 그 기간 동안 그는 오스트로 아카데미 학장이었을 것이다.
정확한 날짜는 알려지지 않았지만, 루카리스는 콘스탄티노폴리스에서 서품되었다. 1596년 루카리스는 알렉산드리아 총대주교 멜레티오스 피가스에 의해 폴란드-리투아니아 연방으로 파견되어 로마와 키예프의 연합을 제안한 브레스트-리토프스크 연합에 반대하던 정교회를 이끌었다. 6년 동안 루카리스는 빌뉴스 (현재 리투아니아)에 정교회 학교의 교수를 지냈다. 1601년, 루카리스는 29세의 나이로 알렉산드리아 총대주교로 취임하였다. 그는 콘스탄티노폴리스 총대주교좌에 오를 때까지 20년 동안 이 직책을 계속 맡았을 것이다. 이 기간 동안 루카리스는 개신교 개혁 교리의 영향을 많이 받은 신학을 채택했다.
투르크의 억압과 예수회 선교사들로 인한 정교회 신앙인들의 개종로 인해, 정교회 신앙과 그리스어를 가르치는 학교가 부족했다. 로마 가톨릭 학교가 세워지고 정교회 옆에 가톨릭 교회가 지어졌으며, 정교회 사제들의 공급이 부족했기 때문에, 무엇인가를 해야 했다. 그의 첫 번째 행동은 아토스산에 신학교인 아토니아다 학교를 설립하는 것이었다.
1627년, 그는 이스탄불에 최초의 그리스어 인쇄소를 설립하는 것을 승인받았다. 그러나 프랑스 정부는 언론이 반-가톨릭 논평을 발행하기 시작하자 오스만 당국에 공식 항의했고, 그 결과 오스만 당국은 1년 뒤 폐쇄 명령을 내렸다.
그는 칼리폴리스의 막시모스를 후원하여 현대 그리스어로 된 첫번째 신약성서의 번역을 만들었다.

### 인용
1. ↑  Kiminas, Demetrius (2009). 《The Ecumenical Patriarchate》. Wildside Press. 38, 9쪽. ISBN 978-1-4344-5876-6.
2. ↑  “Cyril Lucaris | patriarch of Constantinople | Britannica”. 《www.britannica.com》 (영어). 2022년 7월 4일에 확인함.
3. ↑  Emerau, C (1926). 〈Lucar Cyrille〉. 《Dictionnaire de Theologie Catholique》 (프랑스어) 9. Paris: Letouzey et Ané. 1003–19.
4. 1 2  〈Lucaris, Cyril〉, 《Encyclopædia Britannica》 online판, 2008년 3월 26일.
5. ↑  Medlin, William K. 《Renaissance Influences and Religious Reforms in Russia》. 104쪽.
6. ↑  Papadopoulos, Chrysostom (1939). Kyrillos Loukaris, p. 15 (Athens).
7. ↑  Masters, Bruce (2006). 《"Christians in a Changing World" in the Cambridge History of Turkey, Volume 3, edited by Suraiya N. Faroqhi》. Cambridge: Cambridge University Press. 276–277쪽.
8. ↑  Khokhar, Antony J (2015). “The 'Calvinist Patriarch' Cyril Lucaris And His Bible Translations” (PDF). 《Scriptura》. 114:1: 1–15.

## 추가 자료
- 본 문서에는 현재 퍼블릭 도메인에 속한 브리태니커 백과사전 제11판의 내용을 기초로 작성된 내용이 포함되어 있습니다.
- Siecienski, Anthony Edward (2010). 《The Filioque: History of a Doctrinal Controversy》. Oxford University Press. ISBN 978-0-19537204-5.
- Hadjiantoniou, G.A. (1948). 《Cyril Lucaris : his life and work》 (학위논문). University of Edinburgh. hdl:1842/10292.